# Tyril (Gjógv)
Tyril är ett berg i Färöarna (Kungariket Danmark).   Det ligger i sýslan Eysturoya sýsla, i den norra delen av landet, 30 km norr om huvudstaden Tórshavn. Toppen på Tyril är 535 meter över havet. Tyril ligger på ön Eysturoy.
Terrängen runt Tyril är kuperad. Havet är nära Tyril åt nordost. Runt Tyril är det ganska glesbefolkat, med 36 invånare per kvadratkilometer. Närmaste större samhälle är Klaksvík, 19,7 km sydost om Tyril. Trakten runt Tyril består i huvudsak av gräsmarker.